# Zygmunt Czarzasty
Zygmunt Czarzasty (ur. 28 marca 1942 w Polnym Młynie) – polski prawnik, prokurator, działacz PZPR.

## Życiorys
W 1956 został członkiem Związku Młodzieży Socjalistycznej, w 1964 ukończył studia prawnicze na Uniwersytecie Mikołaja Kopernika w Toruniu, następnie rozpoczął aplikację prokuratorską w Prokuraturze Wojewódzkiej w Gdańsku. W 1965 został członkiem PZPR. Od 1965 pracował jako asesor w Prokuraturze dla m. Gdyni, w latach 1966–1968 jako podprokurator w Prokuraturze dla miasta Gdańska.
W latach 1968–1969 był wiceprzewodniczącym, w latach 1969–1973 przewodniczącym Zarządu Wojewódzkiego Związku Młodzieży Socjalistycznej w Gdańsku, w latach 1973–1978 pracował w Wydziale Administracyjnym KC PZPR, kolejno jako starszy instruktor, następnie inspektor. W latach 1978–1980 był zatrudniony jako wiceprokurator w Prokuraturze Generalnej.
W październiku 1980 został zastępcą kierownika, a w październiku 1981 I zastępcą kierownika Wydziału Społeczno-Zawodowego KC PZPR (początkowo funkcjonującego pod nazwą Wydział Socjalno-Zawodowy). Od stycznia 1986 był I sekretarzem KW PZPR w Słupsku. Tam kierował tzw. eksperymentem słupskim, w ramach którego testowano nowe zasady zarządzania gospodarką przez partię komunistyczną oraz zmiany w sposobie sprawowania władzy. Słupska organizacja partyjna była wówczas proporcjonalnie do liczby ludności największą w Polsce, a także najmłodszą, jeżeli chodzi o wiek członków. Od lipca 1986 do grudnia 1988 był także członkiem Prezydium Centralnej Komisji Kontrolno-Rewizyjnej PZPR.
W grudniu 1988 został sekretarzem KC PZPR, odpowiadał za sprawy wewnątrzpartyjne. W lutym 1989 Biuro Polityczne KC PZPR powierzyło mu organizację kampanii wyborczej na szczeblu centralnym przed wyborami parlamentarnymi w czerwcu 1989, w marcu tegoż roku został członkiem Centralnego Koordynacyjnego Zespołu Wyborczego, w skład którego weszli także członkowie partii i organizacji społecznych tworzących koalicję wyborczą. Równocześnie od marca 1989 pełnił także funkcję przewodniczącego Komisji Pracy Partyjnej KC PZPR.  W kwietniu 1989 został z ramienia PZPR zastępcą przewodniczącego Państwowej Komisji Wyborczej. W kręgach partyjnych zasłynął przy tym z nadmiernego, jak się później okazało, optymizmu, obawiał się m.in., że wyborcza klęska „Solidarności” da powód do oskarżeń o sfałszowanie wyborów. Z funkcji sekretarza KC PZPR odszedł pod koniec lipca 1989, ale pozostał członkiem KC do rozwiązania partii,  przewodniczącym Komisji Pracy Partyjnej KC PZPR był także do rozwiązania partii w styczniu 1990.
W latach 90. ponownie pracował jako prokurator, w Prokuraturze Rejonowej Warszawa-Ochota.